# Sedlighetsdebatten
Sedlighetsdebatten var en intensiv nordisk debatt under 1880-talet om sedlighet, sexualitet och moral som huvudsakligen fördes i tidningar, böcker och på teaterscenerna. Man diskuterade tidens sexuella dubbelmoral som dels ställde olika krav på mäns och kvinnors sexuella beteende före och under äktenskapet, och dels sanktionerade prostitutionen.
De nordiska författarna var i sedlighetsdebatten uppdelade i två falanger, som båda kritiserade dubbelmoralen. Den radikala falangen, med Edvard och Georg Brandes i spetsen, förespråkade ”den fria kärleken” för både män och kvinnor. Den andra falangen, med bland andra Bjørnstjerne Bjørnson, krävde sexuell avhållsamhet av både män och kvinnor före äktenskapet och trohet i äktenskapet. 
Till sedlighetsdebatten hör August Strindbergs novellsamling Giftas från 1884 som samma år ledde till den omtalade Giftasprocessen. 
Inom litteraturkritiken diskuterade man både själva sakfrågan och huruvida litteraturen och konsten överhuvudtaget borde beröra denna typ av frågor.